# Аварийная посадка Ан-24 на Обь 11 июля 2011 года
Катастрофа Ан-24 под Стрежевым — авиационная катастрофа, произошедшая 11 июля 2011 года. Авиалайнер Ан-24РВ авиакомпании «Ангара» выполнял регулярный внутренний пассажирский рейс (по заказу авиакомпании «Томск Авиа») ИК-9007 (СП-5007) по маршруту Томск—Сургут, но через 1 час и 26 минут после взлёта у него отказал и загорелся двигатель №1 (левый). Экипаж совершил вынужденную посадку на реку Обь в 17 километрах от Стрежевого, но от ударов о подводные препятствия самолёт разрушился на две части. Из находившихся на его борту 37 человек (33 пассажира и 4 члена экипажа) погибли 7, ещё 26 получили ранения различной степени тяжести.

## Самолёт
Ан-24РВ (регистрационный номер RA-47302, заводской 57310302, серийный 103-02) был выпущен Киевским авиационным производственным объединением (КАПО) 29 апреля 1975 года. 19 июня того же года с б/н СССР-47302 был передан авиакомпании «Аэрофлот» (Восточно-Сибирское УГА, 1-й Иркутский ОАО). 30 июня 1992 года перешёл в образовавшуюся от 1-го Иркутского авиаотряда авиакомпанию «Байкал», а его бортовой номер сменился на RA-47302 (с 4 марта 1999 года по 14 февраля 2007 года находился в ней на хранении). 14 февраля 2007 года был куплен авиакомпанией «Ангара», первые 12 дней находился в ней на хранении, а с 26 февраля начал эксплуатироваться; от неё сдавался в лизинг ОАО «Байкал-МВЛ» (с 26 февраля по 25 июля 2007 года) и ЗАО «ИркутскАВИАпром» (с 25 июля 2007 года по 22 июля 2009 года). Оснащён двумя турбовинтовыми двигателями АИ-24 производства ЗМКБ «Прогресс» имени А. Г. Ивченко. На день катастрофы совершил 32 783 цикла «взлёт-посадка» и налетал 48 489 часов.

## Экипаж
Самолётом управлял опытный экипаж, состав которого был таким:
- Командир воздушного судна (КВС) — 48-летний Андрей Михайлович Глызин. Опытный пилот, налетал 4570 часов, 4064 из них на Ан-24 (1282 из них в качестве КВС).
- Второй пилот — 53-летний Сергей Григорьевич Смирнов. Опытный пилот, налетал 9476 часов, свыше 5100 из них на Ан-24.
- Бортмеханик — 47-летний Сергей Николаевич Фисичко. Налетал 9197 часов, все на Ан-24.

В салоне самолёта работала одна стюардесса — 29-летняя Виктория Сергеевна Новак. Налетала 56 часов, все на Ан-24.

## Хронология событий

### Предшествующие обстоятельства
11 июля 2011 года рейс авиакомпании «Томск Авиа» СП-5007 по маршруту Томск—Сургут был заменён в установленном порядке на рейс авиакомпании «Ангара» ИК-9007, который выполнял Ан-24РВ борт RA-47302, на который в свою очередь были приняты пассажиры по всем ранее проданным авиабилетам. Борт RA-47302 с двумя экипажами был зафрахтован авиакомпанией «Томск Авиа» в соответствии с договором от 28 июня 2011 года на период с 4 по 27 июля 2011 года для перевозки пассажиров, багажа и грузов, оформленных на рейсы «Томск Авиа». Данное решение было принято в связи с нехваткой у «Томск Авиа» собственного авиапарка для выполнения запланированного объёма перевозок.

### Вылет, пожар двигателя
Рейс СП-5007 (ИК-9007) вылетел из Томска в 10:10 (03:10 UTC), на его борту находились 4 члена экипажа и 33 пассажира.
Через 1 час и 26 минут после взлёта, во время следования на эшелоне 6000 метров, в кабине экипажа произошло срабатывание светосигнализатора «стружка в масле» двигателя № 1 (левого), о чем в 11:36:15 доложил бортмеханик, но параметры двигателя оставались в норме. Экипаж продолжил полёт и через 4 минуты вошел в зону ответственности Нижневартовского УВД, установив в 11:40:13 связь с авиадиспетчером подхода. После завершения связи с диспетчером КВС уточнил у второго пилота расстояние до Сургута и Нижневартовска (согласно данным второго пилота, расстояние до Сургута составляло 320 километров, а до Нижневартовска 157 километров).
В 11:44:28 командир почувствовал запах гари в кабине, проинформировал об этом экипаж и принял решение следовать на запасной аэродром Нижневартовск, о чем второй пилот сообщил диспетчеру и получил от него разрешение снижаться до 4800 метров. На двигателе № 1 был установлен режим полётного малого газа, отбор воздуха от него был закрыт, экипаж приступил к снижению. Давление масла в двигателе № 1 начало уменьшаться, но затем восстановилось до минимального значения. В 11:49 экипаж занял эшелон 4800 метров и получил разрешение на дальнейшее снижение до 1800 метров. Для сокращения времени полёта диспетчер разрешил экипажу спрямить маршрут и следовать курсом на привод аэропорта Нижневартовска. Но в 11:52:12 в процессе снижения на высоте 3600 метров и в 77 километрах от аэропорта Нижневартовска произошло срабатывание светосигнализатора «опасная вибрация» двигателя № 1. По команде КВС бортмеханик отключил двигатель № 1 с флюгированием воздушного винта, закрыл пожарный кран и продублировал гидрофлюгером (впоследствии, как было установлено при расследовании, из-за короткого замыкания в электропроводке, вызванного пожаром, закрытия пожарного крана после выполнения этой операции бортмехаником не произошло). Убедившись визуально в флюгировании воздушного винта двигателя № 1, КВС увидел из подкапотного пространства языки пламени, одновременно с этим сработали сигнализация о пожаре и первая очередь пожаротушения. По команде командира бортмеханик отключил подкачивающие насосы и закрыл стоп-кран двигателя № 1. Но пожар продолжался и вскоре охватил двигатель № 1.

### Катастрофа, эвакуация
В 11:53:19, в 63 километрах от Нижневартовска, экипаж доложил диспетчеру о пожаре. Бортмеханик привел в действие вторую очередь пожаротушения, но пожар не был ликвидирован. В 11:53:59 КВС принял решение об экстренном снижении и вынужденной посадке на реку Обь, которую он увидел в разрыве облаков. Экстренное снижение выполнялось с левым разворотом с креном более 32°. Перед выполнением посадки бортмеханик отключил двигатель № 2 (правый) с флюгированием воздушного винта. В 11:56:08 (04:56 UTC) на скорости 240 км/ч рейс СП-5007 (ИК-9007) приводнился на реку Обь в 17 километрах от аэропорта Стрежевого, но в момент приводнения двигатель № 1 неполностью оторвался, а также была вырвана левая стойка шасси. При дальнейшем движении лайнер столкнулся с подводными препятствиями (неровностями дна), в результате обшивка нижней части фюзеляжа разрушилась и при значительном воздействии напора воды хвостовая часть самолёта оторвалась. Вследствие инерционных нагрузок от левого крыла верхние панели фюзеляжа разрушились и деформировались. Пассажирский салон был частично затоплен водой.
Эвакуация пассажиров происходила через аварийный люк в кабине экипажа, а также через образовавшийся разлом в хвостовой части фюзеляжа. Все выжившие пассажиры самостоятельно покинули самолёт с помощью экипажа и подоспевших местных жителей, в том числе рыбаков на моторных лодках. Для доставки спасателей к месту катастрофы были использованы 3 парома из Стрежевого и 3 вертолёта авиакомпании «Нижневартовск Авиа».
Из находившихся на борту лайнера 37 человек погибли 7 пассажиров. Остальные 30 человек выжили, 26 из них (в том числе все 4 члена экипажа) получили ранения различной степени тяжести.

## Расследование

### Уголовное дело
По факту катастрофы рейса СП-5007 (ИК-9007) было возбуждено уголовное дело по ч. 3 ст. 263 УК РФ («Нарушение правил безопасности движения и эксплуатации железнодорожного, воздушного или водного транспорта»).
Западно-Сибирская транспортная прокуратура в ходе проверки пришла к выводу, что разбившийся самолёт не должен был быть допущен к полёту. Два виновных должностных лица были привлечены к дисциплинарной ответственности.

### Расследование МАК
Техническое расследование причин катастрофы проводил Межгосударственный авиационный комитет (МАК).
11 декабря 2013 года МАК опубликовал окончательный отчёт расследования:

Катастрофа самолёта Ан-24РВ RA-47302 произошла при выполнении вынужденной посадки на воду, необходимость выполнения которой была обусловлена пожаром в мотогондоле левого двигателя АИ-24 2 серии № Н49312005. Разрушение самолёта с гибелью людей произошло из-за столкновения самолета с подводными препятствиями, чего экипаж предвидеть и предотвратить не мог.
     Возникновение пожара, наиболее вероятно, явилось следствием разгерметизации системы суфлирования левого двигателя из-за разрушения центробежного суфлёра ЦС-24 № Г872ВТ9 с последующим выбросом воздушно-масляной эмульсии в подкапотное пространство двигателя, а также несвоевременного выключения двигателя экипажем при появлении сигнализации «Стружка в масле двигателя», колебаний давления ИКМ левого двигателя в пределах ± 5 кг/см², запаха гари и падении давления масла ниже допустимого. Несвоевременное информирование экипажа о возникновении повышенной вибрации двигателя вследствие ухудшения характеристик работы системы измерения вибрации ИВ-41АМ, наиболее вероятно, из-за изменения (колебаний) частоты вращения ротора двигателя в процессе разрушения подшипника задней опоры ротора компрессора и (или) разрегулировки системы ИВ-41АМ, могло повлиять на решение экипажа о выключении двигателя.
Причиной разрушения центробежного суфлёра ЦС-24 № Г872ВТ9 явилось разрушение его крыльчатки из-за длительного воздействия воздушно-масляной эмульсии с повышенной, из-за разрушения шарикоподшипника задней опоры ротора компрессора, температурой.
Значительные вторичные повреждения деталей узла задней опоры ротора компрессора не позволили однозначно установить причину разрушения подшипника. Наиболее вероятно, разрушение произошло при его работе с повышенным перекосом колец.
Повышенный перекос колец мог быть реализован:
— в результате неблагоприятного сложения имевшихся у сопрягаемых деталей узла задней опоры ротора компрессора биений (в пределах ТУ) с биением подшипника, полученным из-за его неправильной установки при среднем (по техническому состоянию) ремонте двигателя в ОАО «Арамильский АРЗ»;
— из-за отклонений от ТУ геометрии сопрягаемых деталей узла задней опоры ротора компрессора.
Способствующими факторами авиационного происшествия, наиболее вероятно, явились:
— психологическая неготовность КВС выключить двигатель в полете из-за отсутствия опыта реальных полётов с неработающим двигателем;
— позднее обнаружение пожара экипажем и, как следствие, непринятие своевременных мер по тушению пожара. Из-за недостаточности объективной информации определить причину позднего обнаружения пожара экипажем, в том числе в полной мере оценить работоспособность всех элементов систем сигнализации о пожаре ССП-7 и ССП-2А, не представилось возможным.
Двумя членами комиссии было опубликовано Особое мнение, в котором указывалось на проблемы срабатывания сигнализации о пожаре и недостатках в РЛЭ самолёта Ан-24, которые, на их взгляд, явились факторами катастрофы.

## Реакция
День траура в Томской области не объявлялся, так как на 12 июля уже был назначен всероссийский день траура по жертвам катастрофы теплохода «Булгария».
Президент России Дмитрий Медведев на совещании в день авиакатастрофы заявил:

Надо оценить действия экипажа, потому что они могут по-разному толковаться, но в целом если экипаж действовал грамотно, то это скорее повод для того, чтобы отметить экипаж за то, что они сумели приводниться и спасли достаточно значительное число жизней.
Тем не менее я не так давно говорил в отношении состояния нашего воздушного флота. Всё, что я говорил применительно к Ту-134, не в меньшей степени это относится к самолётам Ан-24. С учётом того, что мы меняем парк самолётов, такие же подходы я предлагаю распространить и на Ан-24.
Данное заявление, которое подразумевало в своей основе возможность выведения самолётов Ан-24 из эксплуатации на регулярных пассажирских рейсах с 2012 года, было подвергнуто критике специалистами, которые отмечали, что подготовить замену летающим в России по состоянию на середину 2011 года почти 100 самолётам Ан-24 в такой кратчайший срок невозможно.
В конечном итоге было принято решение ввести в 2012 году ограничения на эксплуатацию самолётов отечественного производства, не оборудованных системами предупреждения о столкновениях с землёй и в воздухе.